# 一已村
一已村（いちやんむら）は、日本の北海道雨竜郡にかつて存在した村である。1963年（昭和38年）5月1日に周辺の深川町・納内村・音江村と合体（新設合併）したうえで、深川市を発足させた。
町域は、現在の深川市の西側に位置する。面積は60平方キロメートル。人口は1962年（昭和37年）時点で8,315人であった。

## 地名
地名「一已」（ラテン文字表記：Ichiyan）は、アイヌ語で「鮭の産卵場（鮭・鱒類の産卵穴）」を意味する ican （イチャン）に由来し、それは石狩川の産卵床に起源を求めることができる。石狩川の上流域にあるこの地にも、秋になると鮭が遡上してくるが、産卵するときに尾鰭で川底の小石を払い除けて窪みを作り、そこに雌が卵を産み、雄が精子を掛けるのであるが、その窪みを「産卵床」といい、アイヌのいう「鮭の産卵場」と同義である。アイヌにとって鮭が極めて重要な食物であったことを考えれば、ichiyan と名付けられた土地の重要性も分かる。
明治の開拓時代、村は意気盛んな屯田兵を中心として営まれており、村名を決めるにあたっては、アイヌ語地名にちなみながら、日本語で一致団結を謳うにふさわしい「一（いち）にして已（や）む」という意味になる当て字で漢字名「一已」を考案したということである。
なお、北海道根室振興局管内標津郡標津町にある大字「伊茶仁（いちゃに）」は、かつて「伊茶仁村」という村であったが、この「伊茶仁」も、同じく「鮭の産卵穴」を語源とする地名である。

## 歴史

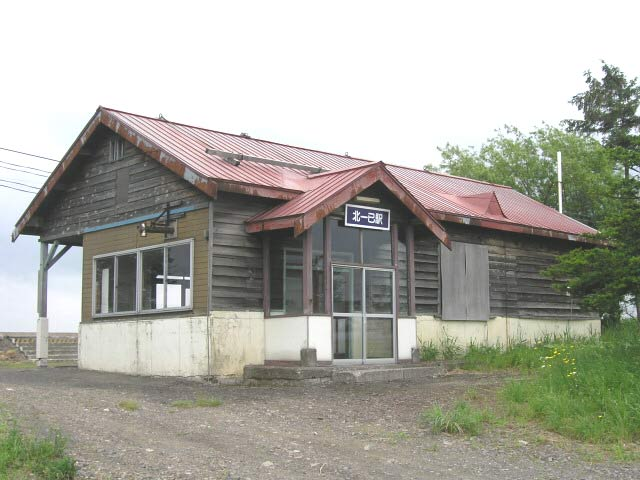
北一已駅の駅舎

- 1906年（明治39年）4月1日 - 雨竜郡にて北海道二級町村制が施行され、当地では一已村が成立する。
- 1915年（大正4年）4月1日 - 一已村から多度志村（二級）が分立。
- 1920年（大正9年）6月1日 - 一已村から納内村（二級）が分立。
- 1921年（大正10年）4月1日 - 一已村が一級村に移行する。
- 1955年（昭和30年）7月20日 - 一已村域（現・深川市一已町一已）にて、日本国有鉄道留萠本線（現・留萌本線）の深川駅 - 秩父別駅間の、北一己駅（現・北一已駅）が新設開業する。
- 1963年（昭和38年）5月1日 - 空知郡の音江村、雨竜郡の深川町・一已村・納内村が、合体（新設合併）したうえで、深川市を発足させる。旧一已村域は、北海道空知総合振興局管内深川市一已町[* 1]（大字一已町）となり、旧域の各地区は小字となる。
- 1984年（昭和59年）2月1日 - 北一己駅が荷物取り扱いを廃止。同時に、閉塞合理化に伴う交換設備廃止によって無人駅化される。
- 1987年（昭和62年）4月1日 - 国鉄分割民営化により、北一己駅がJR北海道に継承される。
- 1997年（平成9年）4月1日 - 留萠本線が路線名を「留萌本線」に改称すると、これに合わせて、北一己駅（きたいちゃん えき）は北一已駅（きたいちやん えき）に改称する。

## 地区
[北新地区]
- 東日向、西日向
- 東共成、西共成
- 中ノ沢
- 一北星、二北星、三北星、西北星、新星
- 常盤

[入志別地区]
- 東岩山
- 東区、東一区、東二区
- 東水源
- 東石狩、西石狩
- 西入志別
- 北出雲、南出雲

[一已地区]
- 岩山
- 大師
- 二十四考
- 北水源、南水源
- 開進
- 達府
- 豊泉
- 昇保
- 桜坂
- 桜町
- 稲穂
- 五月
- 共進

## 郵便事業
- 一已郵便局 - 深川市四条12-12に所在。かつて当地域の郵便物集配は一已郵便局が担っていたが、今では無集配郵便局となっており、同事業は深川郵便局が行なっている。

## 交通
- 最寄駅は北一已駅。

## 地域にゆかりのある著名人

### 出身著名人
- 藤井松太郎 - 1903年（明治36年）10月5日生まれ。鉄道技術者。官僚（鉄道省官僚、日本国有鉄道第7代総裁等）。実業家（日本交通技術会社社長）。
- 石水幸安 - 実業家。石屋製菓創業者
- 加藤義秀 - 陸軍軍人（少将）。元全日本ボウリング協会理事[3]
- 松島正幸 - 洋画家[4]
- 金剛正裕 - 元大相撲力士（関脇）、年寄二所ノ関（10代）

### ゆかりのある人物
- 玉置浩二 - ミュージシャン。旭川市生まれ。父方の曽祖父が、1895年に和歌山県から一已村に屯田兵として入植[5]
- 山口昭 - 実業家。旧・木の城たいせつ創業者。浜益郡浜益村（原・石狩市浜益区）生まれ。父方の祖父が、1895年に石川県から一已村に屯田兵として入植[6]